# 驻藏大臣 (电影)
《驻藏大臣》是一部反映中国清朝中央政府和西藏关系的电影，涉及藏传佛教中的转世传承等议题，由王海平编剧，赵宁宇导演，马元、李晓龙、朱茵、陈法蓉主演，北京市委宣传部、西藏自治区党委宣传部、拉萨市委宣传部联合摄制，盛唐环球（北京）传媒文化有限公司承制。

## 幕后
电影于2016年制作完成，原定2017年初的公映被取消，2021年9月计划上映。